# Siła żywa

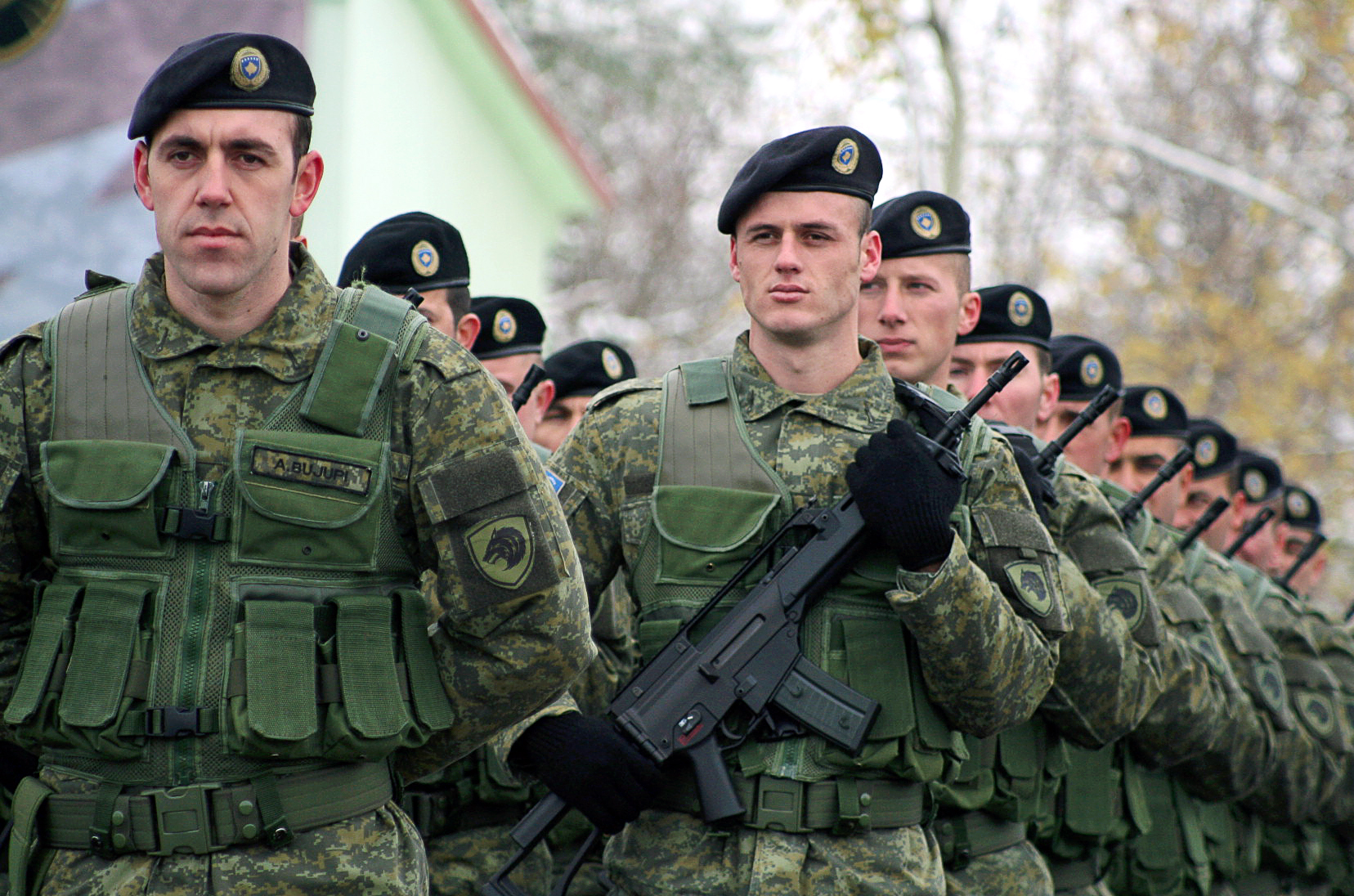
Żołnierze – siła żywa armii

Siła żywa (cel żywy) – w terminologii wojskowej eufemistyczne określenie żołnierzy (i ewentualnie wykorzystywanych przez wojsko zwierząt – np. zaprzęgowych) nieprzyjaciela.
Obok „siły żywej” armie dysponują również sprzętem (pojazdy), wyposażeniem i uzbrojeniem, zwanym w tej samej terminologii „środkami ogniowymi”. Często używane jest sformułowanie „siły i środki” (własne lub przeciwnika) oznaczające po prostu całokształt zdolności bojowych obejmujących zarówno ludzi, jak i będące w ich dyspozycji wszelkie środki techniczne i materiałowe. Spotykane jest również odniesienie tego określenia do cywilów państwa, z którym prowadzona jest wojna, np. „siła żywa wrogiego przemysłu, czyli robotnicy”.
Spotykane w fachowej literaturze wojskowej określenia „obezwładnianie siły żywej”, „eliminowanie siły żywej” lub „niszczenie siły żywej” oznacza eliminację przeciwnika z walki i równoznaczne jest najczęściej zabiciu lub poważnemu zranieniu żołnierzy nieprzyjaciela.

## Inne znaczenia
Rzadziej spotykane zastosowanie tego pojęcia pojawiało się niegdyś w fizyce i na jej pograniczu z filozofią i sprowadzało się do miary energii kinetycznej: {\displaystyle mv^{2}/2.}